# Île Renote
L'île Renote (Enez Rennod en breton) est une île de la Manche, appartenant à la commune française de Trégastel, dans le département des Côtes-d'Armor, en Bretagne. Elle est située sur la Côte de granit rose.

## Historique

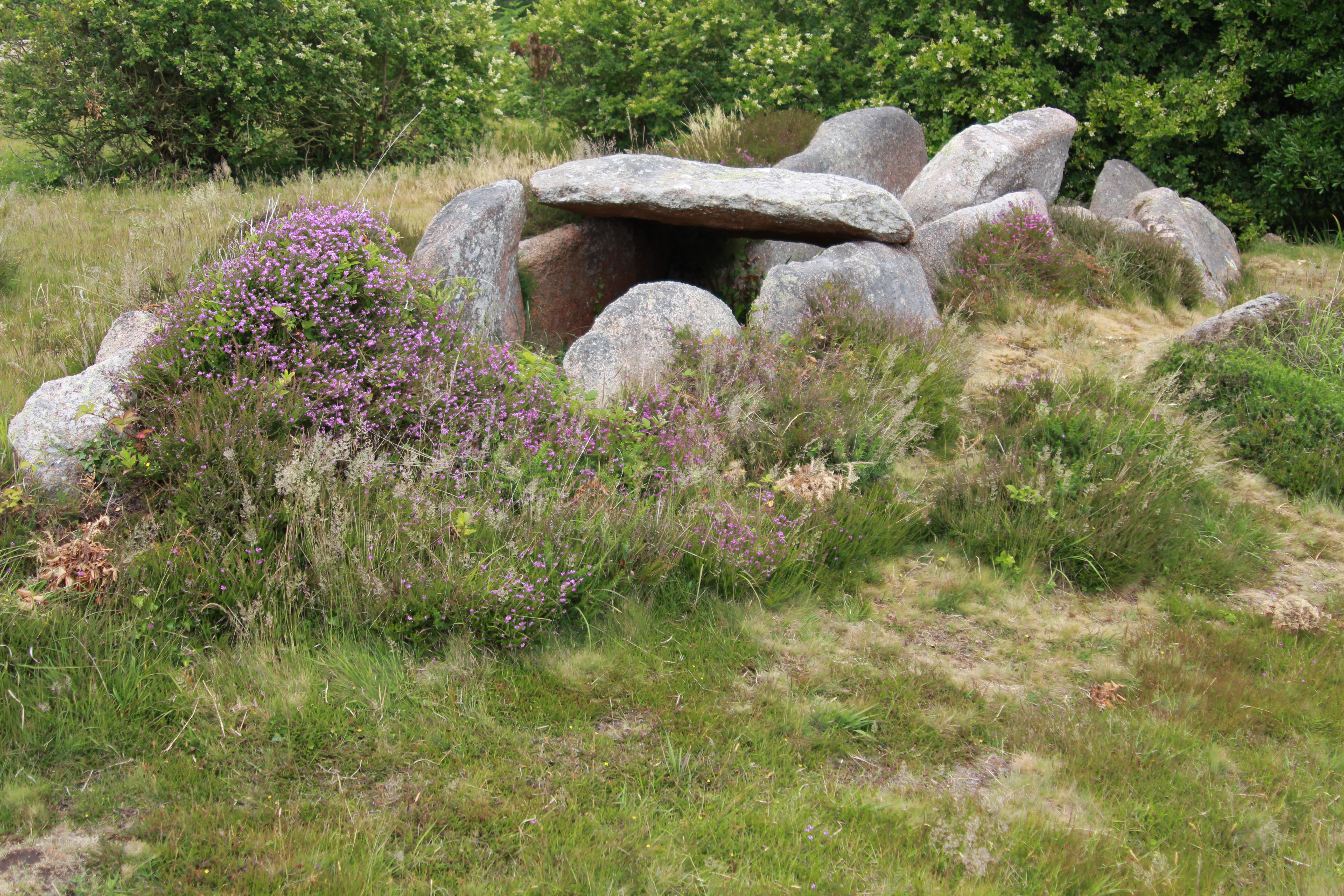
Allée couverte de Ty-al-Lia.

La presqu'île est occupée depuis 150 000 ans, comme en témoignent des éclats levallois et des grattoirs de l’époque moustérienne mis au jour. Un crec'h d'un village troglodyte néolithique est situé sur une propriété dite Crech-Alia. À 80 m au N.E. se trouve l'allée couverte de Ty-al-Lia (ou Ty-ar-Lia) qui n'est pas accessible car se trouvant sur une propriété privée. Elle est orientée est-ouest sur une longueur de 12,75 mètres pour une largeur de 2,5 mètres.
Il s'agissait à l'origine d'une île accessible à marée basse, mais la construction en 1885 d'une chaussée qui la relie au continent, même à marée haute, en a fait une presqu'île. La zone de stationnement de la grève de Toul Drez est installée sur ce pédoncule sablo-rocheux qui le relie au continent.
L'île Renote a été classée parmi les « sites pittoresques » au sens de la loi du 2 mai 1930 par un décret du 11 février 1977.

## Curiosités géologiques
L'île présente un chaos granitique qui borde l'eau sur une centaine de mètres. Les blocs de granite sculptés par les agents météoriques selon des systèmes de diaclases subhorizontaux et subverticaux, donnent des reliefs qui surprennent par leurs arrangements défiant les lois de l'équilibre et leurs formes qui ont fécondé l'imaginaire populaire, d'où leurs microtoponymes locaux : palette du peintre, tête de baleine, champignon, etc. Ce chaos constitue un site géologique d'intérêt régional.
Le chaos est composé de granite rose à texture grenue (grain plurimillimétrique) qui est en fait un granitoïde de type syéno- ou monzogranite. Sa paragenèse est : quartz, feldspath alcalin rose (microcline), feldspath blanc (plagioclase), rare micas noirs de biotite et hornblende. Son altération donne une arène granitique visible au pied des rochers et nommée localement « perré ».
Le sommet de ces rochers est parfois creusé de dépressions. La stagnation pratiquement permanente de l'eau de pluie enrichie du sel des embruns donne ces micromodelés granitiques : des cuvettes, appelées localement « bidets de la Vierge » ou « empreintes du Diable », en forme de microcirques, de taffoni ou de vasques souvent ouverts sur les côtés par des rigoles, cannelures (comparables aux lapiez), issues de l'écoulement de l'eau qui en déborde et où s'installent des lichens (Xanthoria parietina). Le creusement peut être tel qu'il perce la roche, comme dans la « palette du peintre ». Ce rocher percé repose sur un bloc inférieur recouvert de lichens lui donnant une teinte grise. L'érosion mécanique de ce granite se matérialise par la zone de contact entre ces deux blocs qui correspond vraisemblablement à une ancienne diaclase sub-horizontale très peu altérée sur quelques dm2 alors que l'altération a arénisé tout le reste de cette fracture.
Sur la côte est, plusieurs rochers montrent à leur base des enclaves (xénolithes) métriques sombres, litées, qui sont des débris de roches sédimentaires encaissantes englobées. Entre Castel Menguy et Le Gouffre, des petits filons de quartz blanc et d'aplite sillonnent le granite.
Au niveau de la plage du Coz Pors près de la pointe de Beg ar Vir, le rocher ayant la forme d'un gros cube est surnommé « Le Dé ». Il montre des cavités d'affouillement dues au vent et aux embruns qui sculptent sa base.
La boule se trouve dans un amas de rochers à l'extrémité est de l'île Renote face aux Sept-Îles. L'accès est peu aisé et se fait uniquement à marée basse. Ce phénomène géologique s'explique par l'érosion marine dans une zone non abritée des vagues et des marées. Les boules granitiques sont alors démantelées en blocs de plus petite taille et peuvent donner des galets aux formes ovoïdes parfois presque parfaites. La taille de ces galets dépend principalement de deux facteurs, la maille du réseau de diaclases et la force des vagues.

## Galerie

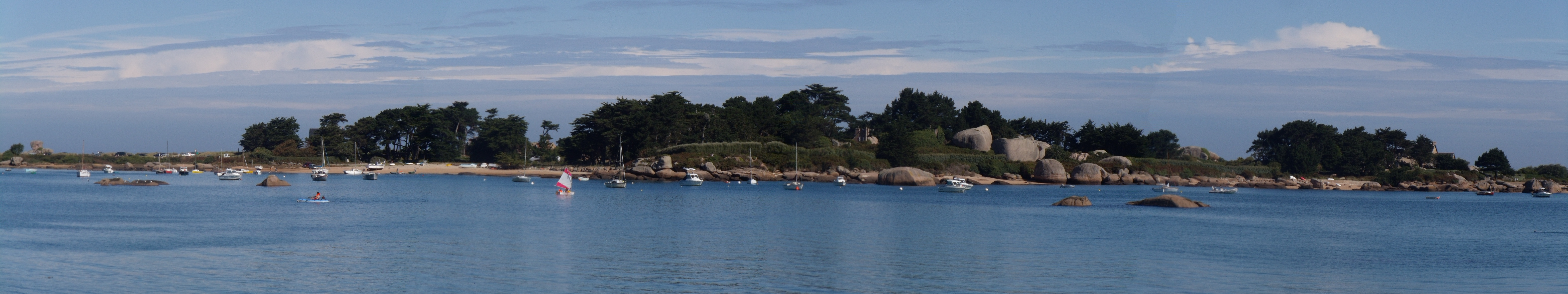
Panorama du côté sud de l'Île Renote

Une vue à 180° d'une des plages sur le côté nord de l'île Renote
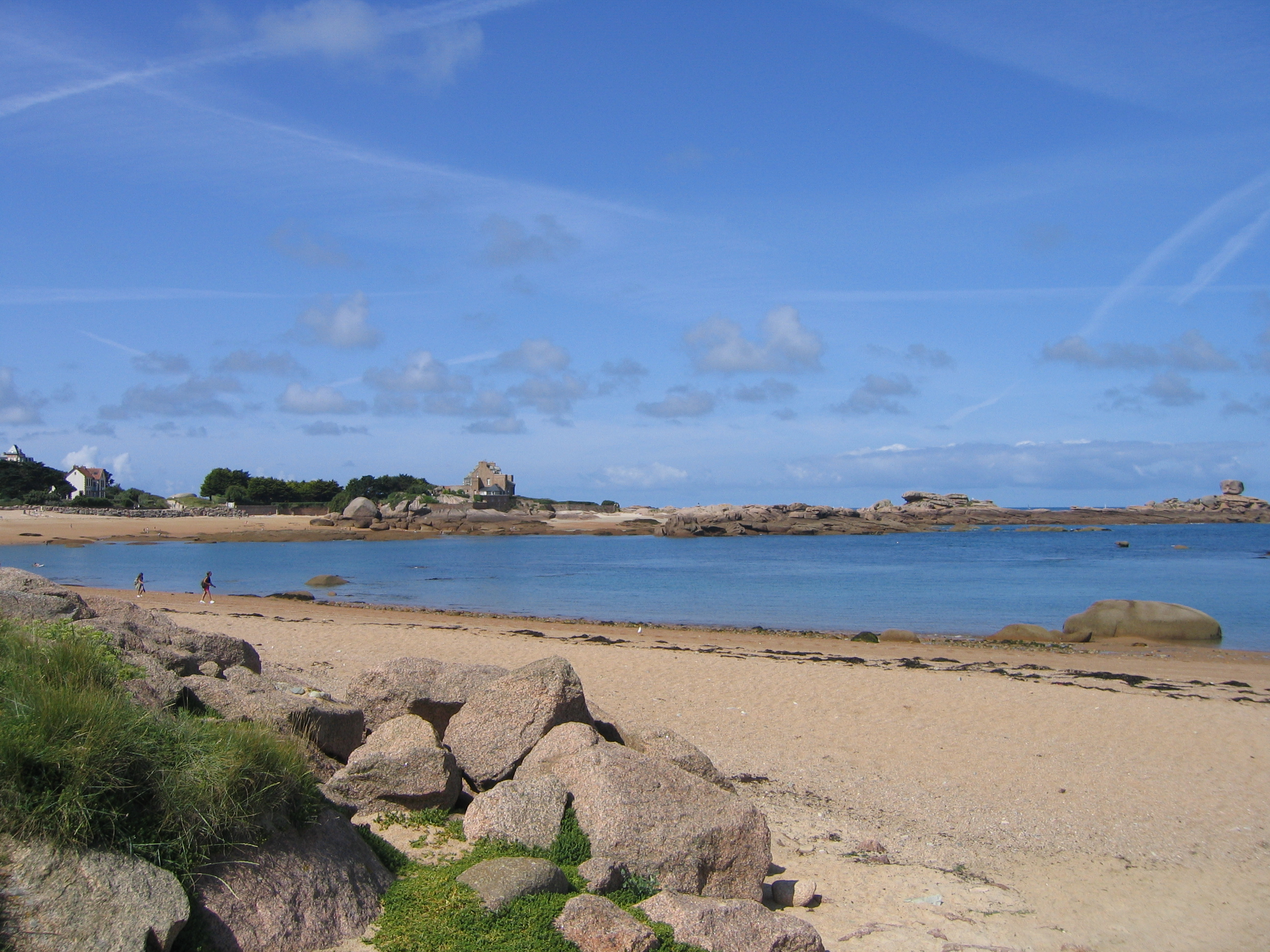
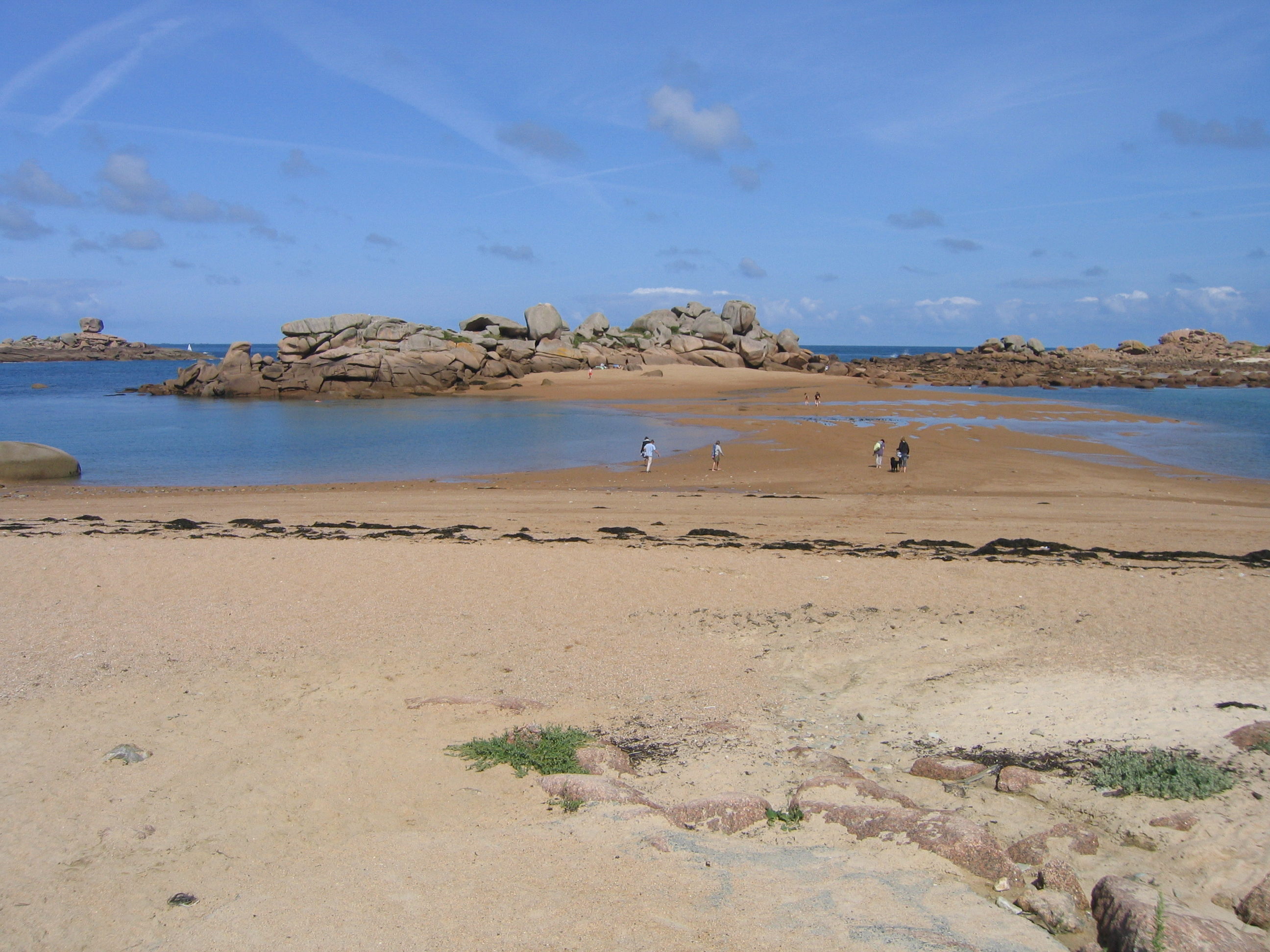
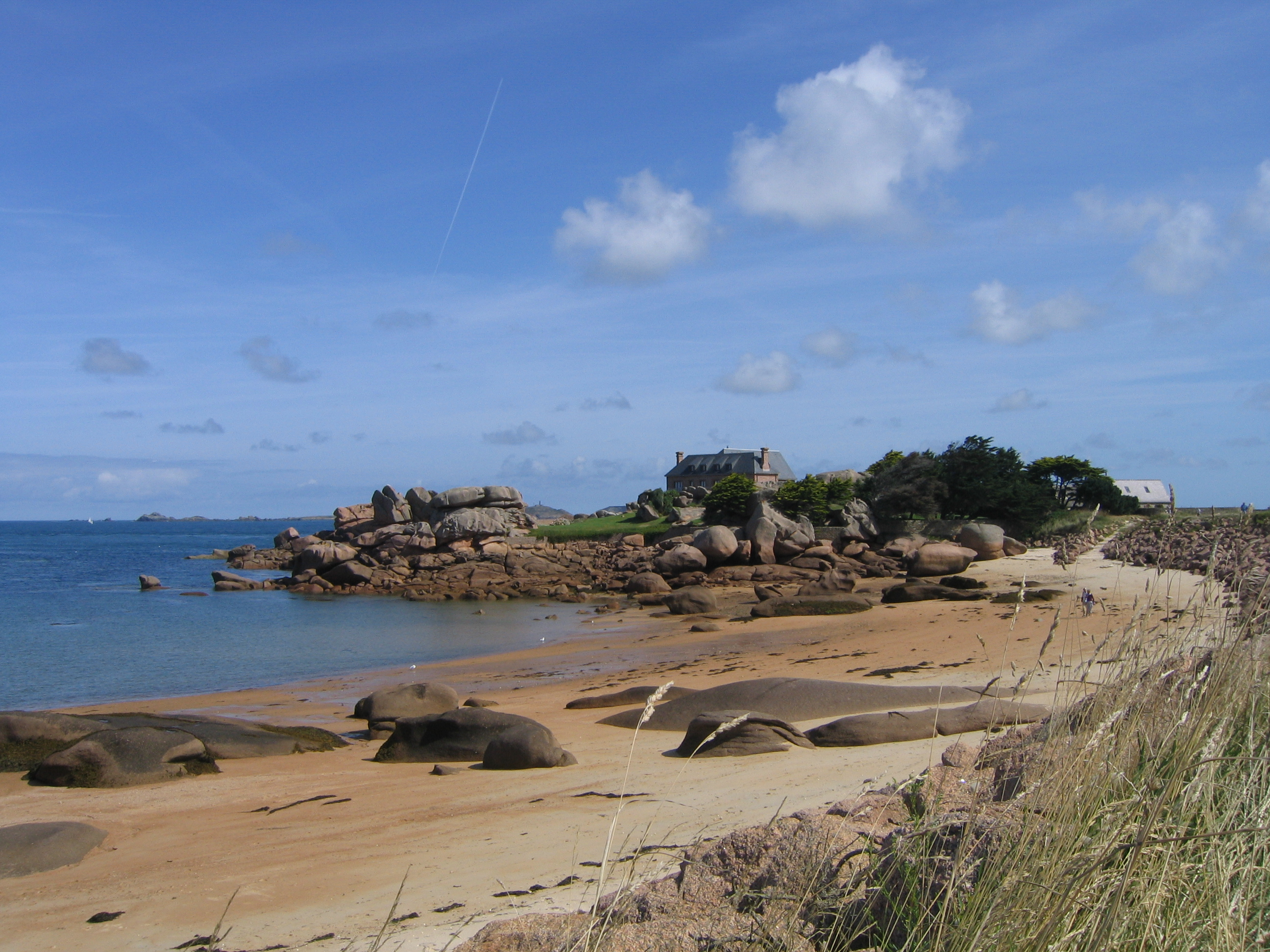
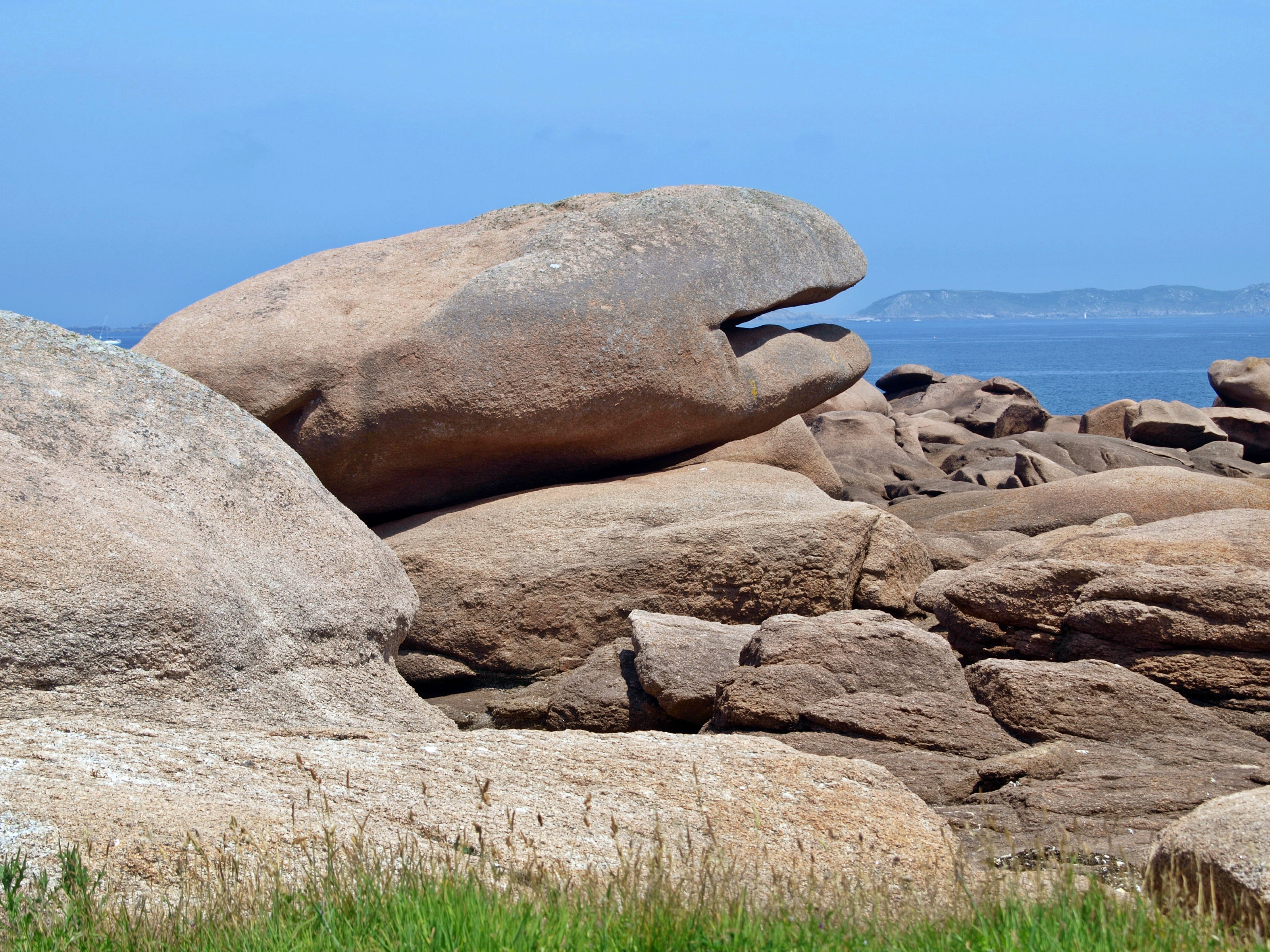
Tête de baleine ou pince du crabe.
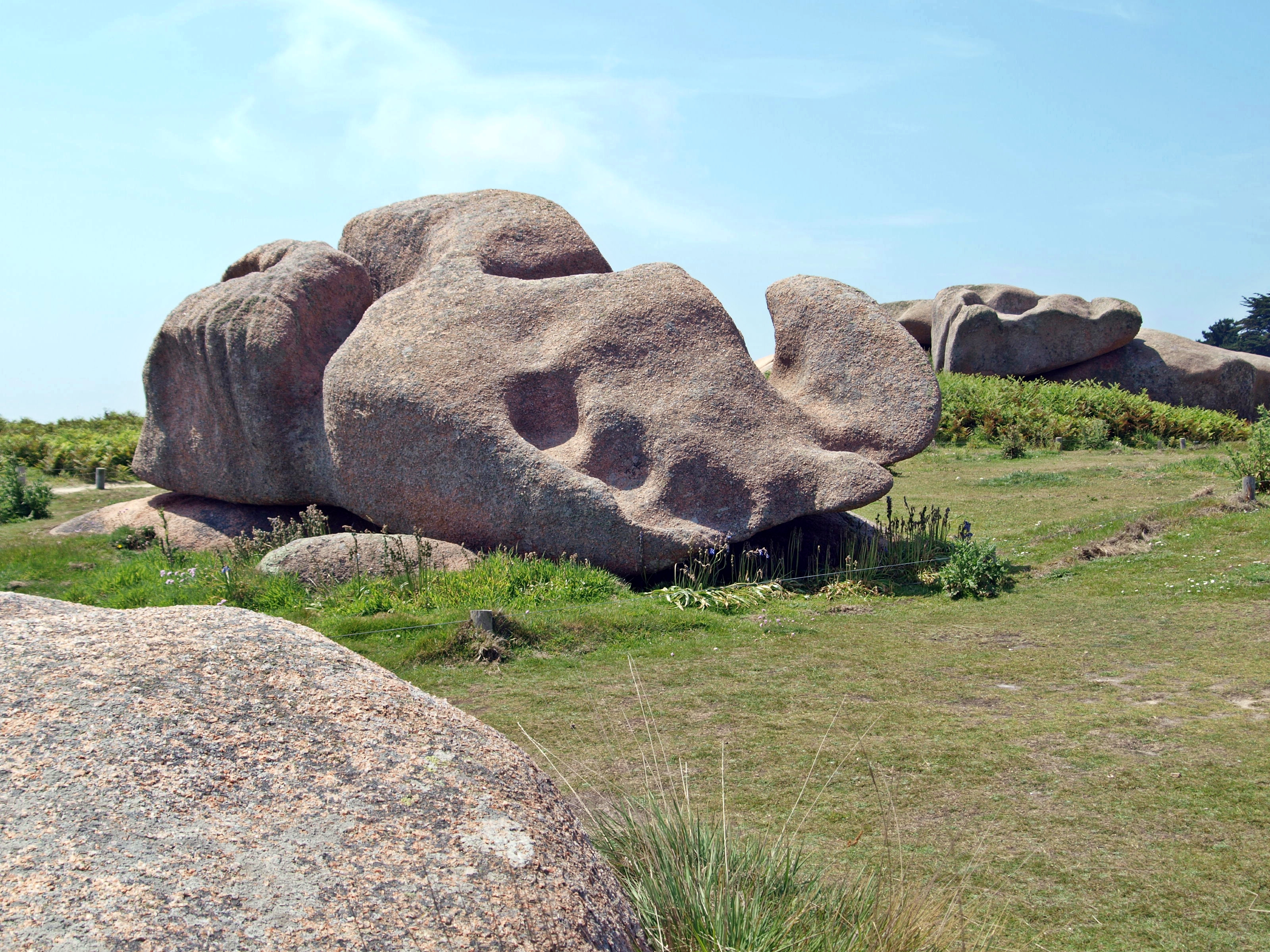
« Bidets de la Vierge ».
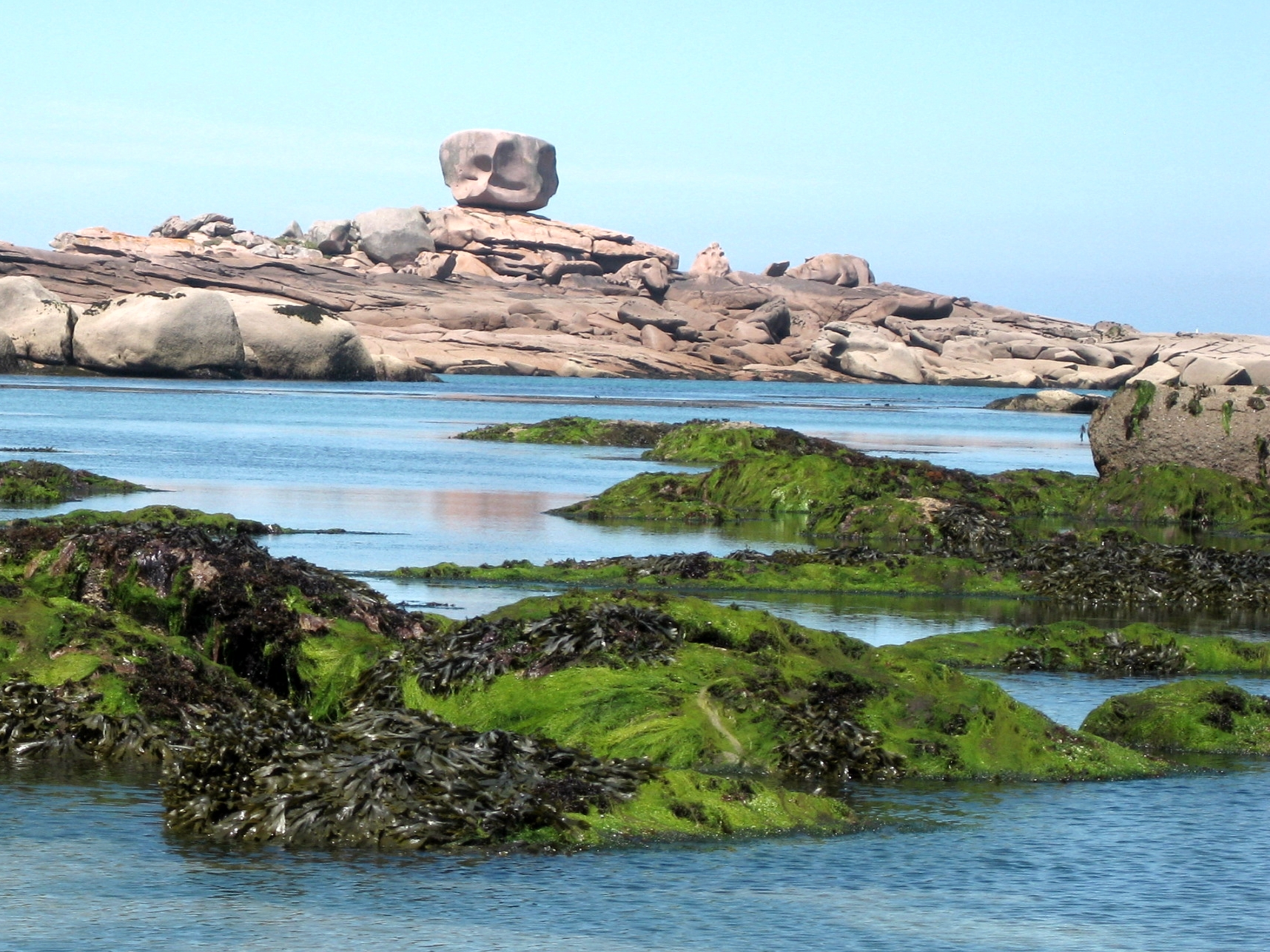
« Le Dé ».
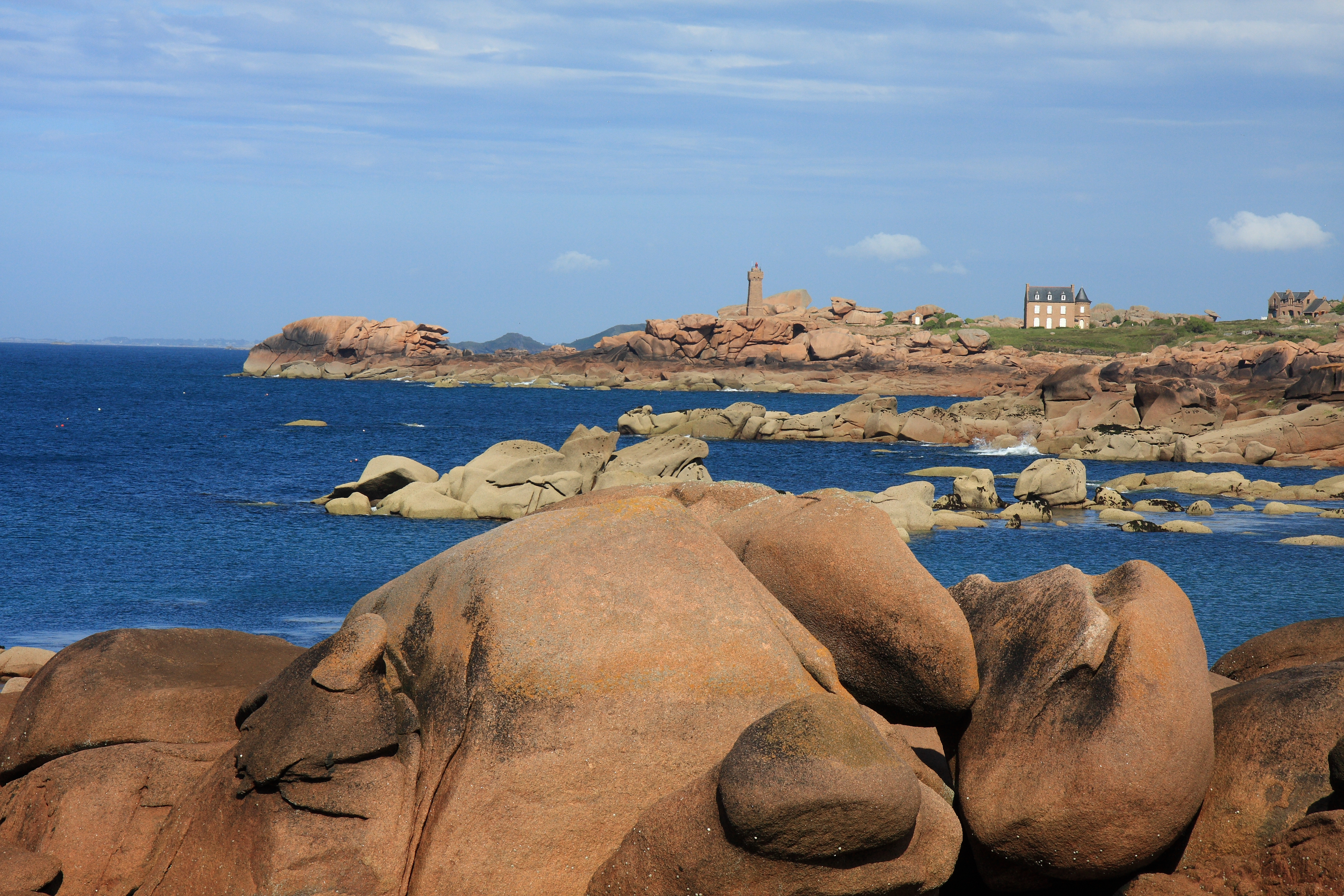
Au premier plan, l'amas de rochers dans lequel se trouve la boule
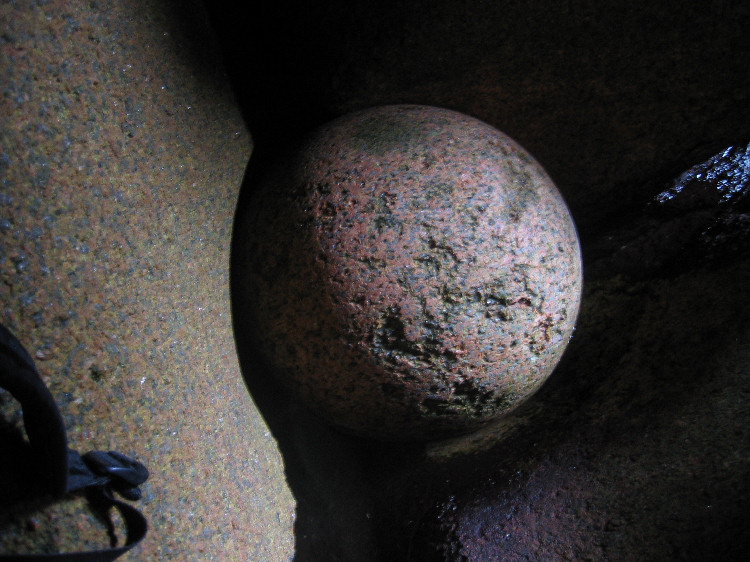
La boule